# Куликівська волость
Куликівська волость — історична адміністративно-територіальна одиниця Кобеляцького повіту Полтавської губернії з центром на хуторі Куликівський.
Станом на 1885 рік — складалася з 16 поселень, 11 сільських громад. Населення — мешкало 7430 осіб (3694 чоловічої статі та 3736 — жіночої), 1011 дворових господарств.
|                     | Площа, десятин | У тому числі орної, десятин |
| ------------------- | -------------- | --------------------------- |
| Сільських громад    | 6807           | 5721                        |
| Приватної власності | 8679           | 5560                        |
| Іншої власності     | 67             | 56                          |
| Загалом             | 15553          | 11337                       |

Основні поселення волості:
- Куликівські — колишні державні хутори при річці Говтва за 40 верст від повітового міста, 1000 осіб, 144 дворів, школа, постоялий будинок, 29 вітряних млинів.
- Задовжанські — колишні державні хутори, 1210 осіб, 149 дворів, 22 вітряних млини.
- Михнівка — колишнє власницьке село при річці Говтва, 713 осіб, 111 дворів, православна церква, школа, постоялий будинок, лавка, 4 вітряних і паровий млини.
- Миколаївка — колишнє державне село, 246 осіб, 30 дворів, постоялий будинок, 3 вітряних млини, цегельний, пивоварний і винокурний заводи.
- Пащенків — колишній державний хутір, 910 осіб, 131 двір, 2 постоялих будинки, лавка, 26 вітряних млинів.
- Решетилівські — колишні державні хутори при річці Говтва, 840 осіб, 123 двори, 20 вітряних млинів.
- Шамраївка — колишнє державне село, 879 осіб, 148 дворів, лавка, вітряний млин.